# NGC 7258
NGC 7258 é uma galáxia espiral (Sb) localizada na direcção da constelação de Piscis Austrinus. Possui uma declinação de -28° 20' 43" e uma ascensão recta de 22 horas, 22 minutos e 58,1 segundos.
A galáxia NGC 7258 foi descoberta em 30 de Julho de 1834 por John Herschel.